# Tombe de l'Alcôve
La tombe de l'Alcôve (en italien, Tomba dell'Alcova) est une tombe étrusque à hypogée située à l'extrémité ouest de la nécropole de Banditaccia à Cerveteri.

## Description
La tombe en hypogée est  accessible par un  dromos à gradins qui donne sur une grande chambre à pilastres cannelés, et à plafond simulant la poutraison de bois (chambre a camera).
Son nom lui est donné d'une structure fermée encadrée par deux pilastres, qui donne accès à un lit surélevé en alcôve, destiné aux deux époux comme l'atteste une inscription.
Elle devrait dater des époques classique tardive et hellénistique étrusque.
Le peintre britannique Samuel James Ainsley en fit des aquarelles au XIXe siècle.